# 13. zračnoprevozna divizija (ZDA)
13. zračnoprevozna divizija (izvirno angleško 13th Airborne Division) je bila zračnoprevozna divizija Kopenske vojske ZDA.

## Sestava
Ustanovitev
- 513. pehotni polk
- 189. jadralni pehotni polk
- 190. jadralni pehotni polk

December 1943
- 515. pehotni polk
- 88. jadralni pehotni polk
- 326. jadralni pehotni polk
- 458. padalski poljsko-artilerijski bataljon
- 153. protiletalski bataljon
- 129. inženirski bataljon
- 513. inženirska četa
- 713. oskrbovalna četa
- 409. četa za oskrbo s strelivom
- 222. medicinska četa
- 13. padalska vzdrževalna četa

Marec 1945
- 515. pehotni polk
- 517. pehotni polk
- 326. jadralni pehotni polk
- 458. padalski poljsko-artilerijski bataljon
- 460. padalski poljsko-artilerijski bataljon